# Michael Scott (escritor)
Michael Dillon Scott (Dublín, Irlanda, 28 de septiembre de 1959) es un escritor de novelas para adultos, jóvenes y niños en diferentes géneros: ciencia ficción; drama romántico (con el seudónimo de Anna Dillon) y fantasía. Entre sus obras más conocidas se encuentran Irish Folk and Fairy Tales  (su primer libro), The Thirteen Hallows  (escrito en colaboración con Colette Freedman),  Navigatior, Vampires of Hollywood  y  su saga más famosa The Secrets of the Inmortal Nicholas Flamel, formada por seis libros: El alquimista, El mago, La hechicera, El nigromante, El brujo y La encantadora.
Michael Scott es considerado una autoridad en mitología celta, lo que lo ha hecho uno de los autores irlandeses más respetados en  el Reino Unido y Europa. También es  guionista, productor televisivo además de un reconocido recopilador y editor de obras folclóricas.

## Carrera como escritor
Michael Scott es uno de los escritores irlandeses de mayor éxito. Ha publicado más de cien libros de diferentes géneros literarios que han sido traducidos a más de veinte idiomas.
Es considerado un especialista en el folclore celta, en el que se basó para escribir varios de sus libros, de entre los que destacan: Irish Folk and Fairy Tales, Irish Myths and Legends e Irish Ghost and Haunting . Sus novelas de terror Banshee, Image, Reflection, Imp y Hallows se han convertido en libros de culto. Su comúnmente referida mejor y más exitosa obra es Los secretos del inmortal Nicolas Flamel.

## Los secretos del inmortal Nicolas Flamel
La serie: Los secretos del Inmortal Nicolas Flamel es su obra más importante. Se divide en seis volúmenes: El alquimista, El mago, La hechicera, El nigromante, El brujo y La Encantadora. En esta serie relata las aventuras de los mellizos Sophie y Josh Newman y cómo  deben enfrentarse a una raza que habitó la Tierra antes que los humanos. Para poder hacerlo deben despertar sus poderes, que permanecen dormidos. Sophie y Josh tendrán que enfrentarse a extraños seres, extraídos de mitos olvidados, leyendas oscuras y pesadillas tenebrosas. Su misión es impedir el regreso de los Inmemoriales con la ayuda del Libro de Abraham el Mago, Codex, Nicolas Flamel y su esposa Perenelle.
Una de las razones del éxito de este libro es la gran dificultad que le causó al autor Michael Scott combinar varias mitologías, leyendas y mitos de todo el mundo para así relacionarlas entre sí y formar una sola historia. Por ejemplo, se combina la mitología celta (Hecate, la historia del Yggdrasil, Odín), la egipcia (Bastet, Osiris, Isis, Atón), la romana (Prometeo, Marte), la griega (Ares), la azteca (Coatlicue, Huitzilopochtli, Quetzalcoatl), la leyenda de Atlantis (Danu Talis), la teoría de las Auras... etc.
Todo esto resulta un trabajo impresionante y nada fácil de realizar.

### El Alquimista
Sinopsis:
"Cuando Sophie y Josh Newman, dos adolescentes que viven en San Francisco deciden ponerse a trabajar en una librería en verano para sacarse un poco de dinero, no se imaginan que los afables propietarios, Nicolas y Perenelle, son en realidad los últimos guardianes de un libro mágico y milenario, responsable del equilibrio entre el Bien y el Mal. Una batalla por el Bien y el Mal está a punto de librarse y el porvenir del mundo quedará en manos de dos adolescentes . . . Primer libro de la serie "Los secretos del inmortal Nicolas Flamel." 

### El Mago
Sinopsis:
Tras escapar de Ojai Nicholas, Sophie, Josh y Scatty aparecen en París. Allí les estarán esperando nuevos enemigos como Nicolás Maquiavelo, escritor inmortal que está dispuesto a cualquier cosa por obtener el poder del Libro de Abraham el Mago. Mientras tanto Perenelle sigue encerrada en Alcatraz y el tiempo corre en su contra, la profecía se está haciendo realidad.

### La Hechicera
Sinopsis:
Después de la destrucción de París culpa de Dee y Maquiavelo, la situación no podía estar peor: Nicholas se debilita día a día y Perenelle, su mujer, sigue atrapada en Alcatraz. La única oportunidad que tienen es encontrar un tutor que enseñe los rudimentos mágicos necesarios a Sophie y Josh. El problema es que el único que puede hacerlo es un personaje llamado Gilgamesh, que está muy, pero que muy loco.

### El Nigromante
Sinopsis:
Después de huir de Ojai a París y escaparse de Londres, Josh y Sophie Newman están por fin en casa. Sin embargo, no todo esta solucionado, ya que ninguno de los dos ha conseguido los atributos mágicos que necesitan para  protegerse de los oscuros Inmemoriales, han perdido a Scatty y el doctor John Dee todavía anda tras ellos. 
Por otro lado, Dee también tiene problemas: quiere recuperar el libro de Abraham completo y necesita la ayuda de los Arcontes. Para que el plan funcione debe resucitar a la Madre de los Dioses. Y para ello tiene que preparar a un nigromante. Los gemelos legendarios serían perfectos para la labor.

### El Brujo
Sinopsis:
Alcatraz: aunque su aliado el doctor Dr. John Dee ha sido declarado forajido, Maquiavelo y Billy el Niño seguirán los planes que los Oscuros Inmemoriales han trazado: dejarán sueltas a las criaturas de Alcatraz en la ciudad de San Francisco, provocando con ello la desaparición de la raza humana.
Danu Talis: el Mundo de Sombras en el que Scatty y Juana de Arco han entrado es mucho más peligroso de lo que nunca hubieran llegado a imaginar, y no es que hayan aterrizado ahí por casualidad: los guerreros han sido llamados por una razón, tal y como lo fueron Saint Germain, Palamedes, y Shakespeare. El grupo se ha reunido porque debe viajar a Danu Talis y destruirla, porque la isla, conocida en las leyendas humanis como la ciudad perdida de Atlántida, debe ser arrasada para que el mundo moderno llegue a existir.
San Francisco: el final se acerca. Josh Newman ha escogido un bando y no es junto a su hermana Sophie ni junto al alquimista Nicholas Flamel. Peleará junto a Dee y la misteriosa Virginia Dare a menos que Sophie dé con su hermano antes de la batalla, antes de que todo esté perdido por siempre jamás. En la quinta entrega de esta exitosa serie, los gemelos de la profecía se han separado y el final está comenzando.

### La Encantadora
Sinopsis en:
San Francisco: a Nicolas y Perenelle Flamel sólo les queda un día de vida y tienen una tarea que completar, defender San Francisco. Los monstruos recluidos en la isla de Alcatraz han sido liberados y si nadie los detiene destruirán todo y a todos los que se encuentren a su paso.
Danu Talis: Sophie y Josh Newman viajaron diez mil años al pasado a Danu Talis cuando siguieron al Dr. John Dee y a Virginia Dare. Y es en esta isla legendaria donde la batalla por el mundo inicia y termina.
Scathach, Prometeo, Palamedes, Shakespeare, Saint-Germain, y Juana de Arco están también en la isla y nadie está seguro de para quién están luchando los mellizos.

### Serie en orden de aparición
- 1.- The Alchemyst: The Secrets of the Inmortal Nicholas Flamel

(El alquimista: los secretos del inmortal Nicolas Flamel)
- 2.- The Magician: The Secrets of the Inmortal Nicholas Flamel

(El Mago: Los secretos del inmortal Nicolas Flamel)
- 3.- The Sorceress: The Secrets of the Inmortal Nicholas Flamel

(La Hechicera: Los secretos del inmortal Nicolas Flamel)
- 4.- The Necromancer: The Secrets of the Inmortal Nicholas Flamel

(El Nigromante: Los secretos del inmortal Nicolas Flamel)
- 5.- The Warlock: The Secrets of the Inmortal Nicholas Flamel

(El Brujo: los secretos del inmortal Nicolas Flamel)
- 6.- The Enchantress: The Secrets of the Inmortal Nicholas Flamel

(La Encantadora: Los secretos del inmortal Nicolas Flamel)